# 山見博康
山見 博康（やまみ ひろやす、1945年 - ）は、日本の実業家。山見インテグレーター株式会社代表取締役、広報PR・危機対応コンサルタント。九州大学・名古屋文理大学非常勤講師。
米国ダートマス大学エイモスタック経営大学院マネジメントプログラム修了。日本PR協会、日本広報学会、東京商工会議所などの会員。

## 経歴
1945年、福岡県飯塚市生まれ。1965年、福岡県立嘉穂高等学校卒業。1968年、九州大学経済学部卒業、（株）神戸製鋼所に入社。人事部、鉄鋼販売部及び輸出部、カタール製鉄建設プロジェクトに従事しドーハ駐在を経て、1979年から一貫して広報に携わる。1985年より日豪政府協力事業褐炭液化プロジェクトに従事しメルボルンに駐在、日豪のマスコミに対応。1991年に広報部長、1994年にドイツ・デュッセルドルフ事務所長を経て、スーパーカー商業化プロジェクトや経営コンサルティング会社に出向後、2002年に独立し現在に至る。

## 講演
- 経済広報センター
- 広報の学校「エファップジャポン」
- 東京商工会議所
- アカデミーヒルズ「PR講座」
- SMBCコンサルティング
- みずほ総合研究所
- 日本経営協会
- 中央官庁（防衛省、国土交通省など）
- 地方自治体（福岡県・静岡県、三重県、青森県、堺市、静岡市など）

ほか大学等多数

## 著書
- 『会社をマスコミに売り込む法』（2002年、ダイヤモンド社、韓国語訳にて韓国で出版）
- 『広報の達人になる法』（2005年、ダイヤモンド社、中国語訳にて台湾で出版）
- 『絵解き広報活動のすべて』（2005年、PHP研究所）
- 『山見式PR法』（2006年、翔泳社）
- 『人に好かれる法』（2007年、著者近藤信緒、山見博康編ダイヤモンド社、中国語訳にて台湾で出版）
- 『だから嫌われる』（2007年、ダイヤモンド社）
- 『わかる使える！広報活動のすべて』（2008年、PHP研究所）
- 『広報・PR実務ハンドブック』（2008年、日本能率協会マネジメントセンター）
- 『この1冊ですべてわかる広報・PRの基本』（2009年、日本実業出版社）
- 『新聞・テレビ・雑誌・ウェブに取り上げられるPRネタの作り方』（2010年、日本能率協会マネジメントセンター）
- 『「仕事が速い」と言われる人の３秒ルール』（2010年かんき出版社）
- 『はじめての企業ＰＲ100問100答』（2010年明日香出版社）